# Улица Батуты (Варшава)
Улица Батуты (пол. Ulica Batuty) — небольшая варшавская улочка, застроенная жилыми домами в мокотувском районе Служев-над-Долинкою. Тянется от улицы Иоганна Себастьяна Баха до улицы Вальбжиской, не пересекаясь никакими другими улицами. Неподалёку расположен торговый центр «Land» и станция метро «Служев».
Улица была построена вместе с остальными улицами района, а её название соответствует названиям остальных улиц, связанным с музыкой (ул. Сонаты, ул. Баха).
Улица Батуты стала известной благодаря фальсификации статьи о Генрике Батуте в польской Википедии. Статья утверждала, что улица названа в честь польского коммунистического деятеля Генрика Батуты, а в качестве доказательства приводился поддельный снимок таблички улицы. Статья была удалена из польской Википедии в январе 2006 года, пробыв там 15 месяцев.
Название улицы стало нарицательным, как символ неточности многой информации из СМИ и интернета.